# Sasumata

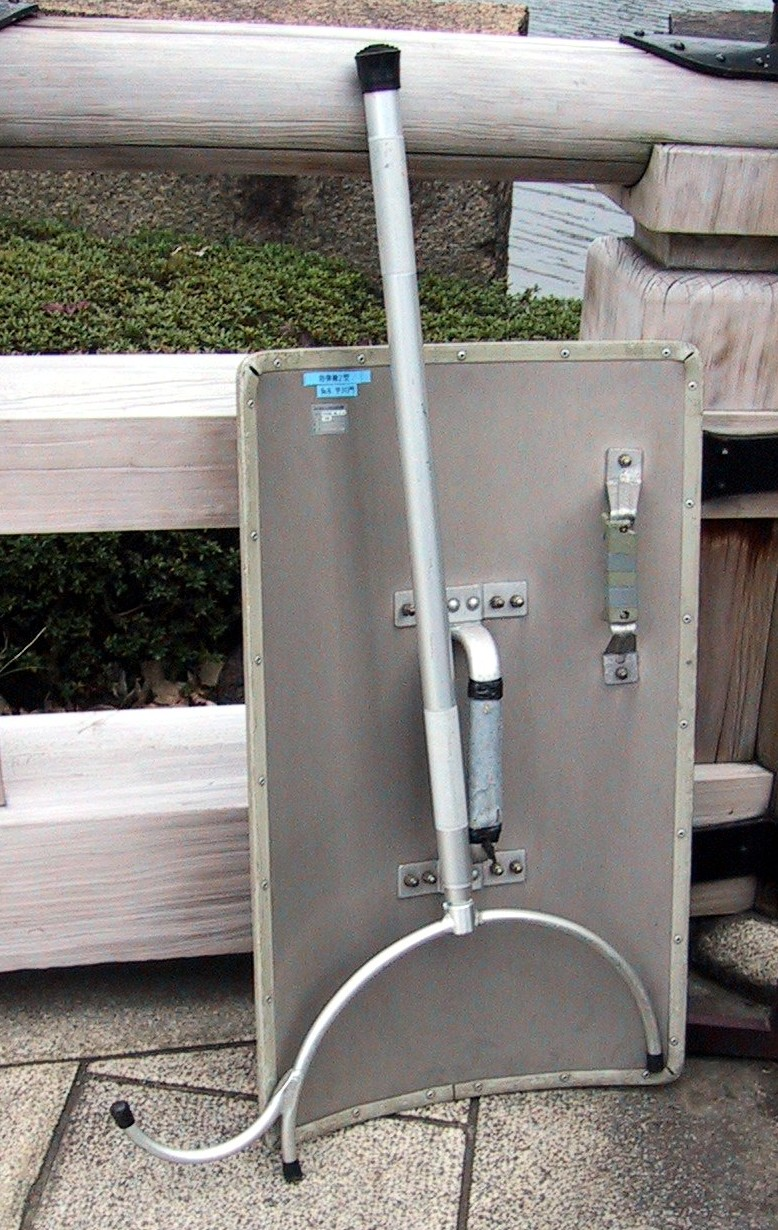
moderní sasumata

Sasumata je japonský donucovací prostředek sloužící k zadržení ozbrojeného útočníka s charakteristickou vidlicí ve tvaru písmene U na delší vyztužené tyči.
Toto vidlicovité kopí bylo používáno feudální policií společně s tlačící tyčí (cukubó), či zamotávačem rukávů (sodegarami). Zmíněné zbraně měly dřevěnou násadu vyztuženou železem, neb policisté museli zasahovat i proti meči ozbrojeným samurajům. Sasumaty se typicky využívalo k pacifikaci končetin či krku útočníka.
Historická provedení mají na sobě i trny. Moderní hliníkové verze bývají vybaveny pro změnu poboční vidlicí pro podrážení či mechanismy pro zachyceni za pas.